# Wydminy
Wydminy [vɨdˈminɨ] (deutsch Widminnen) ist ein Dorf im Powiat Giżycki der Woiwodschaft Ermland-Masuren in Polen. Es ist Sitz der gleichnamigen Landgemeinde mit 6176 Einwohnern (Stand 31. Dezember 2020).

## Geographie

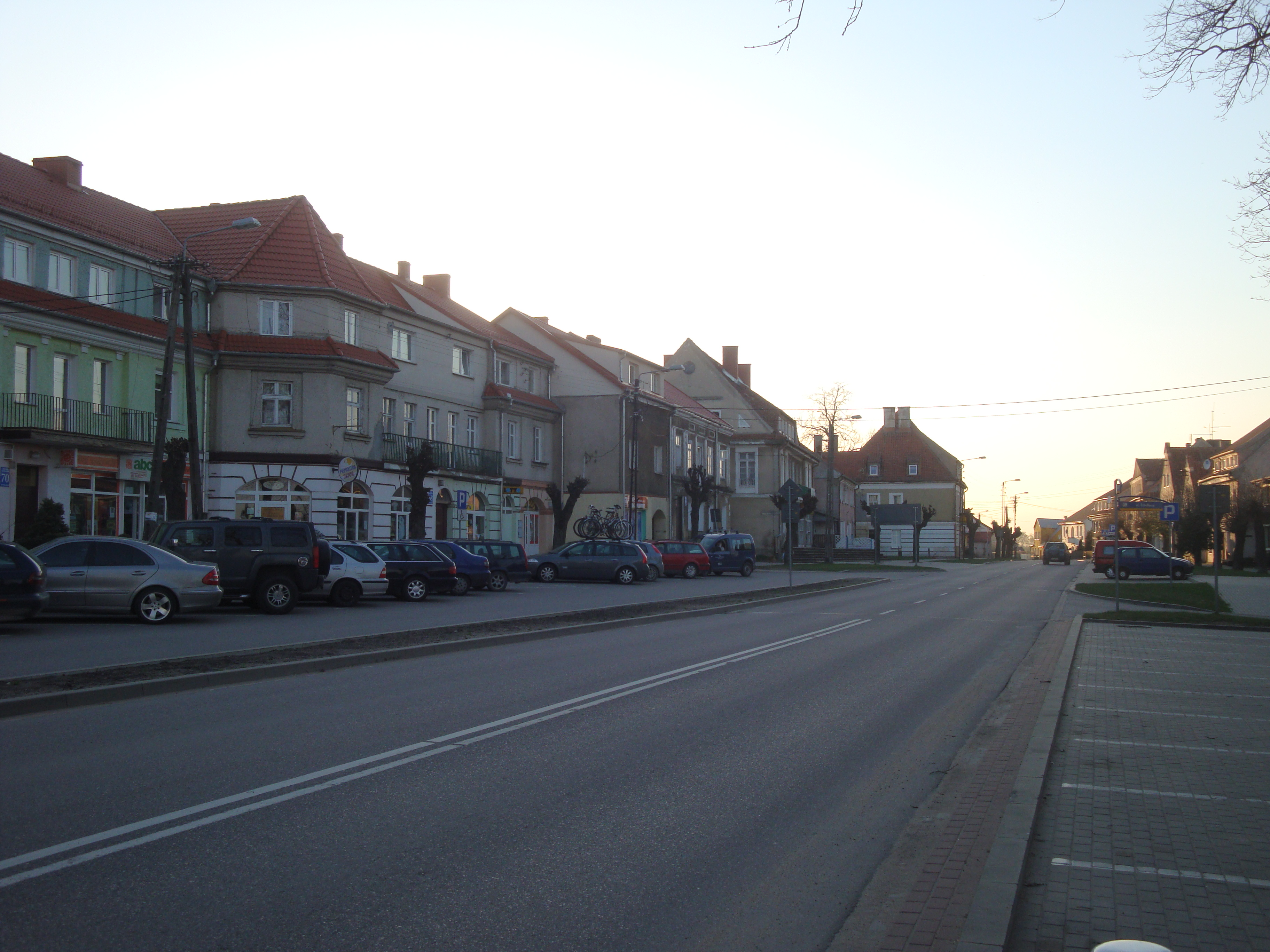
Wydminy

Wydminy liegt 18 Kilometer südöstlich von Giżycko (Lötzen). Der Ort liegt am südlichen Ende des Jezioro Wydmińskie (Widminner See) in der Masurischen Seenplatte.

## Geschichte

### Bis 1945
Die erste schriftliche Erwähnung von Widminnen stammt aus dem Jahr 1480. Im sechzehnten Jahrhundert wurde im Dorf eine Kirche errichtet und 1558 wurde eine Pfarrei eingerichtet. 1656 wurden Teile des Dorfes durch kriegerische Einflüsse zerstört. Während der Pest in den Jahren 1709–1710 starben im in Widminnen 227 Menschen. 1868 wurde der an der Strecke Königsberg (Preußen)–Lyck gelegene Bahnhof errichtet. Während des Ersten Weltkriegs wurde das Dorf zu 75 % zerstört. Aufgrund der Bestimmungen des Versailler Vertrags stimmte die Bevölkerung im Abstimmungsgebiet Allenstein, zu dem Widminnen gehörte, am 11. Juli 1920 über die weitere staatliche Zugehörigkeit zu Ostpreußen (und damit zu Deutschland) oder den Anschluss an Polen ab. In Widminnen stimmten 1.180 Einwohner für den Verbleib bei Ostpreußen, auf Polen entfiel keine Stimme. Nach der Volkszählung von 1939 lebten im Wydminy 2235 Einwohner.

#### Amtsbezirk Widminnen (1874–1945)
Widminnen wurde am 29. März 1874 Amtsdorf und damit namensgebend für einen Amtsbezirk im Kreis Lötzen im Regierungsbezirk Gumbinnen (1905 bis 1945: Regierungsbezirk Allenstein) in der preußischen Provinz Ostpreußen. Eingegliedert waren drei Dörfer:
| Name        | Änderungsname 1938 bis 1945 | Polnischer Name |
| ----------- | --------------------------- | --------------- |
| Schemionken | (ab 1928:) Bergwalde        | Siemionki       |
| Sucholasken | (ab 1935:) Rauschenwalde    | Sucholaski      |
| Widminnen   |                             | Wydminy         |

### 1945 bis heute
Nach dem Zweiten Weltkrieg wurde Wydminy am 11. Juni 1945 Sitz einer Gemeinde, die die Dörfer Sucholaski, Mazuchówka, Cybulki, Wężówka und Siemionki mit einschloss. Am 5. Juli desselben Jahres erhielt Wydminy das Stadtrecht, das allerdings am 27. September 1945 wieder entzogen wurde. 1970 hatte das Dorf 2075 Einwohner. Von 1975 bis 1998 gehörte das Dorf zur Woiwodschaft Suwałki, seither zur Woiwodschaft Ermland-Masuren.

## Kirche

### Kirchengebäude

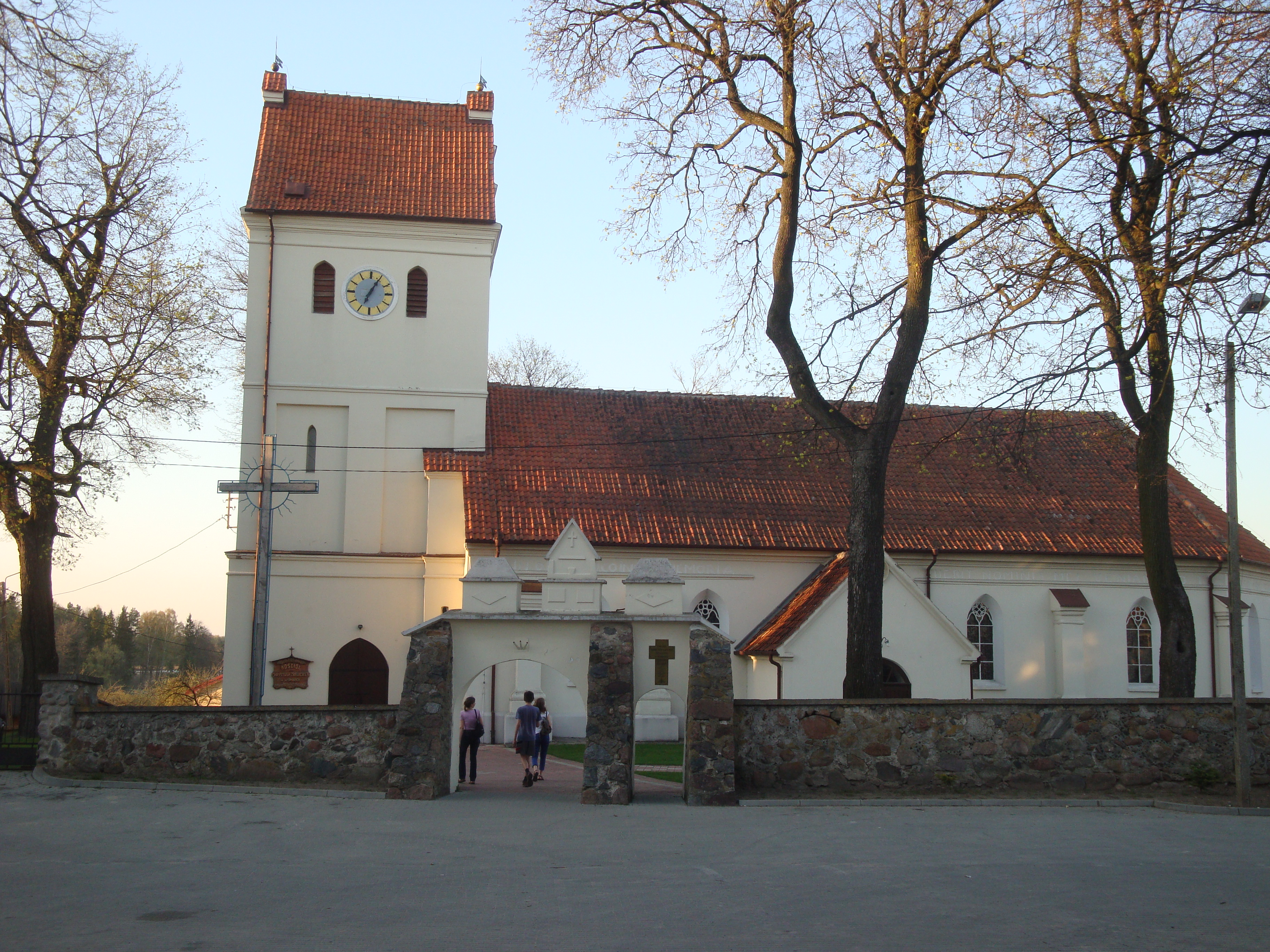
Die einst evangelische, heute römisch-katholische Pfarrkirche in Wydminy (Widminnen)

Ein wohl Mitte des 16. Jahrhunderts errichtetes Kirchengebäude fiel 1572 einem großen Stadtbrand zum Opfer In Einbeziehung der alten Umfassung wurde 1701 ein Neubau errichtet, woran eine Marmortafel im Eingangsbereich der Kirche erinnert. Eine umfangreiche Renovierung erfolgte 1867, bei der eine Hängedecke eingezogen wurde. Altar und Kanzel stammen aus dem Jahre 1719.
Bis 1945 war das Bauwerk ein evangelisches Gotteshaus und ist nun römisch-katholische Pfarrkirche, die den Namen Kościół Chrystusa Zbawiciela (deutsch Christus-Erlöser-Kirche) trägt.

### Kirchengemeinde

#### Evangelisch
1558 wurde in Widminnen eine evangelische Kirchengemeinde mit einem weitflächigen Kirchspiel errichtet. Bis 1945 gehörte sie zum Kirchenkreis Lötzen in der Kirchenprovinz Ostpreußen der Kirche der Altpreußischen Union. Flucht und Vertreibung der einheimischen Bevölkerung machten in den Nachkriegsjahren ein kirchengemeindliches Leben nicht mehr möglich. Heute besteht in Wydminy wieder eine kleine Gemeinde, die eine Kapelle in einem Privathaus ihr Eigen nennt. Sie ist eine Filialgemeinde der Pfarrkirche Giżycko in der Diözese Masuren der Evangelisch-Augsburgischen Kirche in Polen.

#### Römisch-katholisch
Vor 1945 lebten nur sehr wenige katholische Kirchenglieder in Widminnen. Sie gehörten zur Pfarrkirche St. Bruno in Lötzen innerhalb des Dekanats Masuren II (Sitz in Johannisburg, polnisch Pisz) im Bistum Ermland. Heute ist Wydminy römisch-katholische Pfarrgemeinde mit der einst evangelischen Kirche als Gotteshaus, eingegliedert in das Dekanat św. Krzystofa Giżycko im Bistum Ełk (Lyck) der römisch-katholischen Kirche in Polen.

#### Griechisch-katholisch
In Wydminy hat sich auch eine griechisch-katholische Gemeinde mit einem eigenen Gotteshaus gebildet.

## Gemeinde
Zur Landgemeinde (gmina wiejska) Wydminy gehören das Dorf selbst und 27 weitere Dörfer mit Schulzenämtern (sołectwa). Die Gemeinde hat eine Flächenausdehnung von 233,46 km². 61 % des Gemeindegebiets werden landwirtschaftlich genutzt, 20 % sind mit Wald bedeckt. Auf dem Gebiet der Gemeinde befinden 21 kleinere und größere Seen.

## Verkehr
Wydminy wird von der Woiwodschaftsstraße DW655 durchzogen, die eine Verbindung in die Nachbarkreise bis in die Woiwodschaft Podlachien herstellt.
Durch das Gemeindegebiet verläuft die Bahnstrecke Głomno–Białystok, die vor 1945 die Stadt Königsberg (Preußen) (russisch Kaliningrad) mit der Stadt Brest-Litowsk verbunden hat, heute jedoch nur noch auf polnischem Staatsgebiet betrieben wird. Die Gmina Wydminy ist mit den beiden Bahnstationen Siedliska (Schedlisken/Dankfelde) sowie Wydminy an die Strecke angeschlossen.
Der der Landgemeinde nächstgelegene internationale Flughafen ist der Flughafen Danzig. Er ist nur zeitaufwändig über Landes- und Woiwodschaftsstraßen zu erreichen.
Der nächste regionale Flughafen ist der Flughafen Olsztyn-Mazury im Dorf Szymany.

## Persönlichkeiten
Söhne und Töchter der Gemeinde:
- Reinhold Unterberger (1853–1920), Gynäkologe
- Eugen Engel (1875–1943), Komponist
- Justus Pabst (1875–1958), Heimatforscher und Fotograf
- Paul Koralus (1892–1991), Maler, Grafiker und Bildhauer
- Hans-Werner Janz (1906–2003), Neurologe und Psychiater
- Reinhold Heling (1927–2008), Richter, Genealoge und Historiker
- Hannelore Heise (1941–2021), Grafikerin, Schriftkünstlerin und Hochschullehrerin